# Coccidula reitteri
Coccidula reitteri – gatunek chrząszcza z rodziny biedronkowatych. Występuje w Mongolii i na Syberii.

## Taksonomia
Gatunek ten opisany został po raz pierwszy w 1938 roku przez Harolda Rodneya Dodge’a. Jako miejsce typowe wskazano Zabajkale. Holotyp błędnie zidentyfikowany jako C. suturalis znajdował się wcześniej w zbiorze Edmunda Reittera, na cześć którego Dodge ukuł epitet gatunkowy.

## Morfologia
Chrząszcz o ciele długości od 2,8 do 3,2 mm, w zarysie podłużnie owalnym z równoległymi bokami, w widoku bocznym spłaszczonym, w przekroju zaś wypukłym. 
Głowa ma ubarwienie ceglaste i powierzchnię pokrytą nieregularnie rozmieszczonymi, jednorodnymi, małymi punktami ze szczecinkami. Czułki są dłuższe niż szerokość głowy, zbudowane z 11 członów. Przedplecze jest ceglaste z małą, poprzeczną, czarną plamką położoną przy podstawie, tuż przed tarczką. Przednia krawędź przedplecza jest lekko i szeroko wykrojona, kąty przednie szeroko zaokrąglone, krawędzie boczne umiarkowanie rozpłaszczone i wyraźnie obrzeżone, kąty tylne niezbyt spiczaste, a krawędź tylna nieobrzeżona. Powierzchnia przedplecza jest pokryta nieregularnie rozmieszczonymi, jednorodnymi, małymi punktami ze szczecinkami. Tarczka jest ciemna, pięciokątna w obrysie, gęsto pokryta punktami ze szczecinkami. Pokrywy są brązowe z pojedynczą, podłużną plamą na środkowym odcinku szwu o barwie ciemnobrązowej do czarnej. Podgięcia pokryw są ceglaste. Boczne krawędzie pokryw w części nasadowej widoczne są od góry. Na powierzchni pokryw występują dwa rodzaje punktów. Małe punkty ze szczecinkami rozmieszczone są bezładnie. Większe punkty są okrągłe i formują dziewięć podłużnych rzędów o zaburzonym przebiegu. 
Spód ciała jest ceglasty z czarnymi: przedpiersiem, śródpiersiem, zapiersiem oraz większą częścią pierwszego i środkiem drugiego z widocznych sternitów odwłoka (wentrytów). Przedpiersie ma obrzeżenie przedniej krawędzi pośrodku niepełne. Wyrostek przedpiersia dysponuje dwoma wyraźnymi, prostymi żeberkami bocznymi, łączącymi się na wysokości przedniej krawędzi przednich bioder. Obrzeżenie przodu śródpiersia jest kompletne. Zapiersie ma linie udowe łączące się na wyrostku międzybiodrowym. Linie udowe na pierwszym wentrycie sięgają łukiem do połowy jego długości. Na spodzie odwłoka występują rozrzucone punkty ze szczecinkami.
Genitalia samca mają długi, znacznie dłuższy od paramer wodziciel prącia. Jest on szeroko zaokrąglony w widoku wewnętrznym, a widoku bocznym pośrodku rozszerzony i z wykrojoną górną powierzchnią. Paramery są wydłużone, o bokach równoległych, znacznie węższej od części środkowej podstawie i z pęczkiem długich szczecinek u wierzchołka. Zwężenie nasadowej części paramer pozwala odróżnić ten gatunek od bardzo podobnego C. rufa. Szczyt prącia jest spiczasty. Genitalia samic mają robakowatą spermatekę.

## Rozprzestrzenienie
Gatunek palearktyczny o rozmieszczeniu wschodniosyberyjskim. Znany jest z Mongolii, Kraju Krasnojarskiego, obwodu irkuckiego i Tuwy.